# Кабесон-де-ла-Саль
Кабесон-де-ла-Саль (ісп. Cabezón de la Sal) — муніципалітет в Іспанії, у складі автономної спільноти Кантабрія. Населення — 8372 осіб (2009).
Муніципалітет розташований на відстані близько 320 км на північ від Мадрида, 38 км на південний захід від Сантандера.
На території муніципалітету розташовані такі населені пункти: Бустабладо, Кабесон-де-ла-Саль (адміністративний центр), Каброхо, Каррехо, Касар-де-Пер'єдо, Дунья, Онторія, Пер'єдо, Сантібаньєс, Вернехо, Вірхен-де-ла-Пенья.

## Демографія
Динаміка населення (INE ):

## Галерея зображень

Розташування муніципалітету
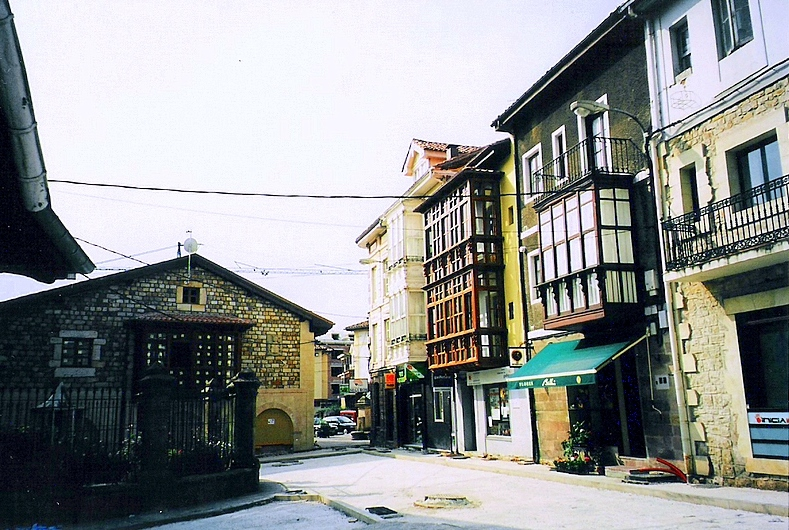
Кабесон-де-ла-Саль